# Hybogasteraceae
Hybogasteraceae es una familia monotípica de hongos del orden Russulales, tiene 1 géneros, Hybogaster y 1 especies, Hybogaster giganteus.